# Louis Dien
Louis Dien est un industriel et un homme politique français né le 24 mai 1875 à Parçay-sur-Vienne et décédé le 22 août 1939 à L'Île-Bouchard (Indre-et-Loire).

## Biographie
Industriel en briqueterie, ancien combattant de la Première Guerre mondiale, Louis Dien entre en politique en 1918 en devenant maire et conseiller général de l'Île-Bouchard. En 1928, il se présente aux élections législatives sous la bannière des Radicaux indépendants « unionistes » (partisans d'un gouvernement d'Union nationale) de Henry Franklin-Bouillon. Il réalise l'exploit de battre le député sortant, Camille Chautemps, grande figure de la Troisième République et rejoint le groupe parlementaire de la Gauche sociale et radicale.
Battu en 1932 par un candidat radical-socialiste, il reprend son activité professionnelle et ses mandats locaux et décède en 1939.

## Sources
- « Louis Dien », dans le Dictionnaire des parlementaires français (1889-1940), sous la direction de Jean Jolly, PUF, 1960 [détail de l’édition]